# Arboga Robotmuseum
Das im Jahre 2002 gegründete Arboga robotmuseum (deutsch Lenkwaffen-Museum Arboga) dokumentiert die Entwicklung der Lenkflugkörper in Schweden. Es befindet sich in der Nähe des Militärflugplatzes von Arboga.

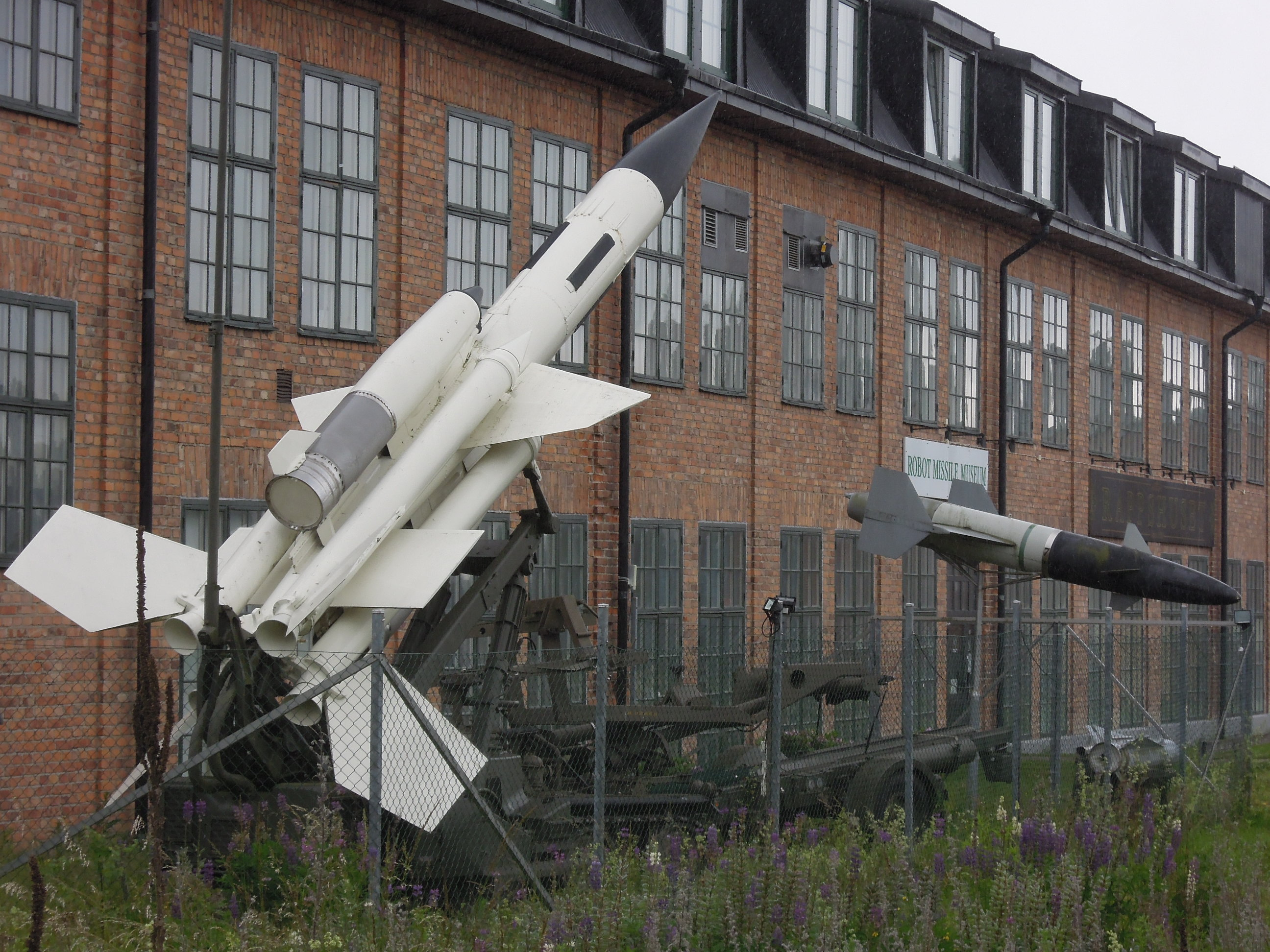
Schwedische Rb 68 Bloodhound vor dem Museum

Das Museum wird von der Robotic Historical Association in Arboga betrieben. Die Sammlungen reichen vom ersten in Schweden entwickelten Flugkörper bis zur Bewaffnung des JAS 39 Gripen. Insgesamt zeigt das Arboga Robotermuseum in der Dauerausstellung etwa 25 verschiedene Flugkörper aus Armee, Marine und Luftwaffe. Das Museum besitzt auch ein Exemplar des ersten deutschen Marschflugkörpers V1. Darüber hinaus werden Flugzeug- und Robotersimulatoren, STRIL-Ausrüstung und Triebwerksausrüstung vorgestellt. Arboga ist seit den 1940er Jahren das Zentrum der schwedischen Flugkörper- und Raketenentwicklung.
Mitte der 1940er Jahre begann man in Schweden Studien zu verschiedenen Typen von Lenkwaffen (Raketengeschosse) durchzuführen, hauptsächlich beim schwedischen Luftwaffenamt. Die Ämter von Heer, Marine und Luftwaffe wurden später zu einer Einheit im Amt für Rüstung und Wehrtechnik (FMV) zusammengeführt. Ideengeber und treibende Kraft für die Entwicklung der meisten schwedischen Lenkwaffen war der technische Direktor und Oberingenieur Tore Edlén. Er war es auch, der das Wort „Robot“ für die schwedischen Lenkwaffen prägte. Der Ursprung des Wortes Robot liegt im tschechischen Wort robota, das mit ‚Frondienst‘ oder ‚Zwangsarbeit‘ übersetzt werden kann.
In einem weiteren Gebäude des Museums werden auch Raketen-Flugzeugtriebwerke, Triebwerkskomponenten sowie Kraftstoff- und Steuerungssysteme gezeigt. Die Ausstellung umfasst Triebwerke der Luftwaffe, der Marine und des Heeres sowie kommerzielle und industrielle Motoren. Gezeigt werden auch Strahltriebwerke vom ersten de Havilland Goblin II aus den 1940er Jahren als Antrieb für den J28 Vampire bis zum RM 8 aus den 1990er Jahren.